# Станилово
Станилово — село в Некоузском районе Ярославской области России. 
В рамках организации местного самоуправления входит в Некоузское сельское поселение, в рамках административно-территориального устройства является центром Станиловского сельского округа.

## География
Расположено на реке Сить, в 128 км к северо-западу от Ярославля и в 17 км к северо-западу от райцентра, села Новый Некоуз.

## Население
| 1859 | 1914 | 2002 | 2007 | 2010 |
| ---- | ---- | ---- | ---- | ---- |
| 178  | ↗280 | ↘178 | ↘159 | ↘105 |

Согласно результатам переписи 2002 года, в национальной структуре населения русские составляли 99 % из 178 жителей.

## История
Название села Станилово местные жители из поколения в поколение связывают с битвой на реке Сити в 1238 году. По легенде, здесь находился стан князя Юрия Всеволодовича (были найдены остатки земляных укреплений).

## Достопримечательности
В селе расположена недействующая церковь Спаса Преображения (между 1811 и 1890 годами).